# Шахти (Верхньопишминський міський округ)
Ша́хти (рос. Шахты) — селище у складі Верхньопишминського міського округу Свердловської області.
Населення — 1 особа (2010, 1 у 2002).
Національний склад станом на 2002 рік: татари — 100 %.